# JUNO/ジュノ
『JUNO/ジュノ』（Juno）は、2007年公開のアメリカ映画。監督はジェイソン・ライトマン。
ゴッサム映画祭、トロント国際映画祭上映作品。第80回アカデミー賞では作品賞を含む4部門にノミネートされ、脚本賞を受賞した。

## 概要
予期せぬ妊娠をしてしまった16歳の女子高生ジュノの9ヶ月間の成長を描いたハートフル・コメディ。
当初は7館のみの公開だったが、口コミや賞レースで話題を呼び、2008年1月には2400館を越え、興行収入も1億ドルを突破。配給会社であるフォックス・サーチライト・ピクチャーズの歴代1位の興行収入となった。また、同映画のサウンドトラックもビルボードの総合アルバム・チャートで第1位を獲得しヒットを記録した。

## キャスト
※括弧内は日本語吹替
- ジュノ・マクガフ: エリオット・ペイジ[注釈 1]（大門真紀）
- ポーリー・ブリーカー: マイケル・セラ（入野自由） - ジュノを妊娠させた青年。
- ヴァネッサ・ローリング: ジェニファー・ガーナー（岡寛恵） - ジュノが産んだ子の養母。
- マーク・ローリング: ジェイソン・ベイトマン（後藤敦） - ジュノが産んだ子の養父。ヴァネッサの夫。
- ブレン・マクガフ: アリソン・ジャネイ（一城みゆ希） - ジュノの継母。
- マック・マクガフ: J・K・シモンズ（土師孝也） - ジュノの父。
- リア: オリヴィア・サールビー（渡辺明乃） - ジュノの親友。

## 主な受賞
- 第80回アカデミー賞：脚本賞（ディアブロ・コーディ）
- 第61回英国アカデミー賞：脚本賞
- 第79回ナショナル・ボード・オブ・レビュー：ブレークスルー女優賞（エリオット・ペイジ[注釈 1]）、脚色賞
- サテライト賞：作品賞（ミュージカル・コメディ部門）、主演女優賞（ミュージカル・コメディ部門）
- 第13回クリティクス・チョイス・アワード：コメディ映画賞、脚本賞
- アメリカ脚本家組合賞：脚本賞
- 第23回インディペンデント・スピリット賞：作品賞、主演女優賞
- ゴッサム賞：ブレイクスルー女優賞
- MTVムービー・アワード：女優賞
- ティーン・チョイス・アワード：主演女優賞（コメディ部門）、ブレイクスルー女優賞、作品賞（コメディ部門）
- セントラル・オハイオ映画批評家協会賞：主演女優賞、脚本賞
- シカゴ映画批評家協会賞：主演女優賞、脚本賞、新人俳優賞（マイケル・セラ）
- ラスベガス映画批評家協会賞：主演女優賞、脚本賞
- ゆうばり国際ファンタスティック映画祭：観客賞
- 映画館大賞「映画館スタッフが選ぶ、2008年に最もスクリーンで輝いた映画」第27位